# Bronzino
Agnolo di Cosimo 17. november 1503 – 23. november 1572, običajno znan kot Bronzino ali Agnolo Bronzino je bil italijanski manieristični slikar iz Firenc. Njegov vzdevek Bronzino se lahko nanaša na njegovo razmeroma temno kožo ali rdečkaste lase.
Vse življenje je živel v Firencah, od poznih 1530-ih pa je bil zaposlen kot dvorni slikar Cosima I. Medičejskega, velikega vojvode Toskane. Bil je predvsem portretist, slikal pa je tudi številne religiozne teme in nekaj alegoričnih tem, ki vključujejo verjetno njegovo najbolj znano delo, Venera, Kupid, Norost in Čas, ok. 1544–45, zdaj v Londonu. Številni portreti Medičejevcev obstajajo v več različicah z različnimi stopnjami sodelovanja Bronzina - portret Cosima Medičejskega je bil prvi znani/slavni primer večkrat kopiranega portreta, podarjenega kot diplomatsko darilo.
Šolal se je pri Pontormu, vodilnem florentinskem slikarju prve generacije manierizma, in njegov slog je bil pod njegovim močnim vplivom, vendar so njegove elegantne in nekoliko podolgovate figure vedno videti umirjene in nekoliko zadržane, brez vznemirjenosti in čustev kot pri njegovem učitelj Pontormu. Pogosto so jih imeli za hladne in umetne, njegov ugled pa je trpel zaradi splošne kritike, povezane z manierizmom v 19. in zgodnjem 20. stoletju. V zadnjih desetletjih pa je njegovo umetnost precej bolj cenjena.

## Življenje
Bronzino se je rodil v Firencah kot sin mesarja. Po mnenju Vasarija je bil Bronzino najprej učenec Raffaellina del Garba, nato pa Pontorma, pri katerem je bil vajenec pri 14 letih. Pontormo naj bi portret Bronzina kot otroka (sedečega na stopnici) vključil v eno od slik iz serije o Jožefu v Egiptu (ki jo danes hranijo v Narodni galeriji v Londonu). Pontormo je imel ključen vpliv na Bronzinov slog in oba sta ostala sodelavca večino njegovega življenja. Zgodnji primer Bronzinovega sodelovanja naj bi bila poslikava v Capponijevi kapeli v cerkvi Santa Felicita pri Ponte Vecchio v Firencah. Pontormo je zasnoval notranjost in izvedel oltarno sliko, mojstrsko Snemanje s križa in stransko fresko Oznanjenje. Bronzinu so bile očitno dodeljene freske na kupoli, ki se niso ohranile. Vasari je rekel, da je od štirih empaniranih tondov, ki prikazujejo vsakega od evangelistov, dva naslikal Bronzino. Njegov slog je tako podoben slogu njegovega mojstra, da učenjaki še vedno razpravljajo o posebnih atribucijah.
Proti koncu svojega življenja je Bronzino vidno sodeloval pri dejavnostih firenške Accademia delle Arti del Disegno, katere ustanovni član je bil leta 1563.
Slikar Alessandro Allori je bil njegov najljubši učenec in Bronzino je v času njegove smrti v Firencah leta 1572 živel v hiši družine Allori (Alessandro je bil tudi oče Cristofana Allorija). Bronzino je največji del kariere preživel v Firencah.

## Delo

### Portreti
Bronzino je prvič prejel pokroviteljstvo Medičejcev leta 1539, ko je bil eden izmed mnogih umetnikov, izbranih za izdelavo dovršenih okraskov za poroko Cosima I. Medičejskega z Eleonoro Toledsko, hčerko neapeljskega podkralja. Kmalu je postal in ostal večino svoje kariere uradni dvorni slikar vojvode in njegovega dvora. Njegove portretne figure – ki jih pogosto beremo kot statične, elegantne in primere nečustvene sreče in zanesljivosti – so stoletje vplivale na potek evropskega dvornega portretiranja. Te znane slike obstajajo v številnih delavniških različicah in kopijah. Poleg podob firenške elite je Bronzino naslikal tudi idealizirane portrete pesnikov Danteja (ok. 1530, zdaj v Washingtonu, D.C.) in Petrarke.
Bronzinova najbolj znana dela obsegajo prej omenjeno serijo vojvode in vojvodinje, Cosima in Eleonore, ter figure z njunega dvora, kot sta Bartolomeo Panciatichi in njegova žena Lucrezia. Te slike, še posebej tiste vojvodinje, so znane po tem, da so posvečene najmanjši pozornosti podrobnostim njenega kostuma, ki na sliki na desni skoraj prevzame samosvojo osebnost. Tu je vojvodinja upodobljena s svojim drugim sinom Giovannijem, ki je umrl zaradi malarije leta 1562, skupaj s svojo materjo; vendar je razkošna tkanina obleke tista, ki zavzame več prostora na platnu kot katera koli od modelov. Dejansko je bila obleka sama predmet nekaterih znanstvenih razprav. Govori se, da je bila vojvodinji tako všeč dovršena obleka, da je bila na koncu pokopana v njej; ko je bil ta mit ovržen, so drugi predlagali, da morda oblačilo sploh nikoli ni obstajalo in da je Bronzino izumil celotno stvar, morda je delal le na podlagi vzorca blaga. Vsekakor je Bronzino in njegova delavnica znova in znova reproducirala to sliko in tako postala ena najbolj ikoničnih podob vojvodinje. Različica na sliki je v Galeriji Uffizi in je eden najboljših ohranjenih primerkov.
Bronzinovi tako imenovani »alegorični portreti«, kot je genovski admiral, Portret Andrea Doria kot Neptuna, so manj tipični, a morda še bolj fascinantni zaradi svojevrstnosti umestitve javno priznane osebnosti v goli obliki kot mitske figure. Poleg tega, da je bil slikar, je bil Bronzino tudi pesnik in njegovi najbolj osebni portreti so morda portreti drugih literarnih osebnosti, kot je portret njegove prijateljice, pesnice Laure Battiferri. Erotizirana narava teh možatih golih moških portretov, kot tudi homoerotične reference v njegovi poeziji, so učenjake pripeljale do domneve, da je bil Bronzino homoseksualec.

### Verske in alegorične teme
Leta 1540/41 je Bronzino začel delati na okrasju s freskami kapele Eleanore di Toledo v Palazzo Vecchio in olje na plošči Snemanje Kristusa, ki naj bi bila oltarna slika za kapelo. Pred tem naročilom je bil njegov slog v religiozni zvrsti manj manierističen in je temeljil na uravnoteženih kompozicijah visoke renesanse. Vendar pa je v tem ciklu fresk postal eleganten in klasicističen (prim. Smyth), njegova religiozna dela pa so primeri estetike florentinskega dvora iz sredine 16. stoletja – tradicionalno interpretirana kot visoko stilizirana in neosebna ali čustvena. Prečkanje Rdečega morja je značilno za Bronzinov pristop v tem času, čeprav ne bi smeli trditi, da je Bronzinu ali dvoru manjkala verska vnema na podlagi prednostne dvorne mode. Dejansko je bila vojvodinja Eleanora velikodušna pokroviteljica nedavno ustanovljenega jezuitskega reda.
Bronzinovo delo po navadi vključuje prefinjene reference na zgodnejše slikarje, kot na eni njegovih zadnjih velikih fresk, imenovani Mučeništvo sv. Lovrenca (San Lorenzo, 1569), v kateri je skoraj vsako od izjemno izkrivljenih poz mogoče izslediti nazaj do Rafaela ali Michelangela, ki ga je Bronzino malikoval (prim. Brock). Bronzinova spretnost z aktom se je še bolj zagonetno razgrnila v opevani Veneri, Kupidu, Norosti in Času, ki pod pretvezo moralizatorske alegorije posreduje močna čustva erotike. Njegova druga pomembna dela vključujejo oblikovanje serije tapiserij o Jožefovi zgodbi za Palazzo Vecchio.
Veliko Bronzinovih del je še vedno v Firencah, druge primere pa je mogoče najti v Narodni galeriji v Londonu in drugod.

## Izbrana dela
- Sv. Marko (ok. 1525) –Olje na lesu, kapela Capponi, Santa Felicita, Firence
- Sv. Majaž (ok. 1525) –Olje na lesu, kapela Capponi, Santa Felicita, Firence
- Portret Lorenza Lenzija (1527–28) – Olje na plošči, Grad Sforzesco, Milano
- Pietà (ok. 1530) – Olje na plošči, 105 x 100 cm, Galerija Uffizi, Firence
- Portret Danteja (1530) –Olje na plošči, Milano
- Portret dame v zelenem (1530–32) –Olje na plošči, 76,7 x 65,4 cm, Kraljeva zbirka, Windsor
- Sv. Sebastian (ok. 1533) – Olje na plošči, 87 x 77 cm, Museo Thyssen-Bornemisza, Madrid
- Sveta družina (1534–40) – olje na lesu, 124,5 x 99,5 cm, Kunsthistorisches Museum, Dunaj
- Čaščenje pastirjev (1535–1540) – Olje na lesu, 65,3 x 46,7 cm, Muzej lepih umetnosti, Budimpešta
- Portret Ugolina Martellija (pred 1537) – Olje na plošči, 102 x 85 cm, Državni muzeji, Berlin
- Portret Bartolomea Panciatichija (ok. 1540) – Tempera na lesu, 104 x 84 cm, Uffizi, Firence
- Sveta družina Panciatichi (ok. 1540) – Olje na lesu, 117 x 93 cm, Uffizi, Firence
- Portret mladeniča s knjigo (ok. 1540) – Olje na lesu, 96 x 75 cm, Metropolitanski muzej umetnosti, New York
- Venera, Kupid, Norost in Čas (Alegorija; 1540–45) – Olje na plošči, 146 x 116 cm, Narodna galerija, London
- Čaščenje bronaste kače (1540–45) –Freska, 320 x 385 cm, Palazzo Vecchio, Firence
- Polaganje Kristusa (1540–45) – Olje na plošči, 268 x 173 cm, Musée des Beaux-Arts, Besançon
- Alessandro de Médici (1540–1553) – Olje na plošči, 34,90 x 26,20 cm, Muzej Cerralbo, Madrid.
- Prečkanje Rdečega morja (1541–42) – Freska, 320 x 490 cm, Palazzo Vecchio, Firence
- Portret mladega dekleta (1541–45) – olje na lesu, 58 x 46,5 cm, Uffizi, Firence
- Portret Bia de' Medici (ok. 1542) – Tempera na plošči, 63 x 48 cm, Uffizi, Firence
- Portret Cosima I. Medičejskega (1545) – Olje na plošči, 74 x 58 cm, Uffizi, Firence
- Portret Cosima I. de' Medici (ok. 1545) – Olje na plošči, 76,5 x 59 cm, Muzej Thyssen-Bornemisza, Madrid.
- Portret Giovannija de' Medici kot otroka (ok. 1545) – Olje na lesu, 58 x 46 cm, Uffizi, Firence
- Portret Eleonore Toledske (ok. 1545) – Olje na plošči, 115 x 96 cm, Uffizi, Firence
- Portret Lucrezie Panciatichi (ok. 1545) – Olje na plošči, 101 x 82,8 cm, Uffizi, Firence
- Kristus na križu (ok. 1545) – Olje na plošči, 145 x 115 cm, Musée des Beaux-Arts, [[Nica] ]
- Portret Stefana Colonne (1546) – Olje na plošči, 125 x 95 cm, Galleria Nazionale d'Arte Antica, Rim
- Portret Don Garcia de' Medici (1550) – Olje na plošči, Muzej Prado, Madrid
- Portret dame (ok. 1550) –Olje na lesu, 109 x 85 cm, Galleria Sabauda, Torino
- Portret mladeniča (morda Pierino da Vinci) (ok. 1550)[11]
- Venera, Kupid in ljubosumje (ali Zavist) (ok. 1550) –Olje na lesu, 192 x 142 cm, Szépművészeti Múzeum, Budimpešta
- Portret Andrea Doria kot Neptuna (1550–1555) – Olje na platnu, 115 x 53 cm, Pinakoteka Brera, Milano
- Sv. Janez Krstnik (1550–1555) –Olje na lesu, 120 x 92 cm, Galerija Borghese, Rim
- Portret Pierantonija Bandinija (okoli 1550–1555) – Olje na lesu, 106,7 x 82,5 cm, Kanadska nacionalna galerija
- Portret Francesca I. de' Medici (1551) – Tempera na lesu, 58,5 x 41,5 cm, Uffizi, Firence
- Portret Marije de' Medici (1551) – Tempera na lesu, 52,5 x 38 cm, Uffizi, Firence
- Portret Ludovica Capponija (1551) – Olje na lesu, 117 x 86 cm, zbirka Frick, New York
- Kristus v limbu, 1552, Firence, Muzej Opere di Santa Croce
- Portret pritlikavega Nano Morganteja (1552)[12]
- Sveta družina (1555–1560) – Tempera na lesu, 117 x 99 cm, Puškinov muzej, Moskva
- Portret Laure Battiferri (1555–1560) – Olje na platnu, 83 x 60 cm, Palazzo Vecchio, Firence
- Noli me tangere (1561) – Olje na platnu, 291 x 195 cm, Louvre, [[Pariz] ]
- Alegorija sreče (1564) – Olje na bakru, 40 x 30 cm, Uffizi, Firence
- Odlaganje Kristusa (1565) –Olje na lesu, 350 x 235 cm, Galleria dell'Accademia, Firence
- Mučeništvo sv. Lovrenca (1569) – Freska, San Lorenzo, Firence

## Druga literatura
- Maurice Brock, Bronzino, Edition du Régard, Paris 2002. ISBN 2-84105-140-4
- The Drawings of Bronzino, exh. cat. ed. by Carmen C. Bambach, contr. by Elizabeth Pilliod, Marzia Faietti, Janet Cox-Rearick, Philippe Costamagna, The Metropolitan Museum of Art, New York ISBN 978-1-58839-354-8, 978-0-300-15512-9
- Bronzino: pittore e poeta alla corte dei Medici, exh. cat. ed. by Antonio Natali e Carlo Falciani, Palazzo Strozzi, Florence 2010–11. ISBN 978-88-7461-153-9.